# オペラ騒動
『オペラ騒動』（原題：The Cat Above and the Mouse Below、1964年製作）はチャック・ジョーンズ期のトムとジェリーの作品のひとつ。シリーズ通算129作目であり、チャック・ジョーンズ期2作目である。

## 作品内容
大勢の人ごみがごった返す夜のコンサート会場。そこでは有名なバリトン歌手トーマシノ・キャッティ・カザーザ（トム）のコンサートが行われようというのだ。
曲目は『セビリアの理髪師』のカヴァティーナ『ラ、ラン、ラ、レーラ…町のなんでも屋に』。
騒がしい会場も彼が歌い始めると静まり返った。しかし、ステージの下にはジェリーの寝床があった。ジェリーは枕元で眠りについていたがトムの歌声に起こされてしまい一向に眠れない。
我慢できなくなったジェリーは抗議代わりに天井（トムから見れば床）を歯ブラシで突くがあべこべにトムに足を踏み出されやられてしまう。それからコンサートが進む中、ジェリーの抗議とトムの反撃が繰り返される。
そのうちにジェリーがトムの頭上におもりを落としトムは舞台下へと落とされてしまう。
会場はしばらく静まり返っていたが、舞台袖から歌声が聞こえてきた。それはジェリーだった。トムが床下でうんざりたたずむ中ジェリーがクライマックスを閉め、会場は大盛況につつまれながら幕を閉めるのであった。
備考
作品の最後に、ジェリーが歌い終わって幕を閉めた後に「THE END」の文字が出現する独自の演出が用いられている。

## 登場キャラクター
トム
バリトンオペラ歌手「トーマシノ・キャッティ・カザーザ」を名乗り専用高級リムジンに乗って登場。だが本番中ジェリーに幾度となく邪魔され、その都度ジェリーを追放して歌い続けるも、最後はジェリーから天井に吊り下げられていたおもりをぶつけられ床下へと落とされる。
ジェリー
今回はコンサートステージの床下に住んでいる。けたたましい歌声を響かせるトムに様々ないたずらを仕掛ける。トムに追放されてもひるまず、「天井に吊り下げられていたおもりをぶつけてトムを床下に落とす」仕返しでとどめを刺す。最後はトムからオペラ歌手の座を奪い取り、観客の拍手喝采を浴びた。

## 関連作品
- へんてこなオペラ

1952年の作品。テックス・エイヴリー監督。スパイクがこのセビリアの理髪師の「ラ、ラン、ラ、レーラ…町のなんでも屋に」を歌う作品。下記の2作品は今作を手掛けたチャック・ジョーンズ監督による作品。
- セビリアのラビット理髪師（原題：Rabbit of Seville）

1950年の作品。バッグス・バニーがセビリアの理髪師の曲に合わせてエルマーをからかうというもの。
- 魅惑の蛙

1955年の作品。この作品に登場するミシガン・J・フロッグがこの「町のなんでも屋に」を歌うシーンがある。

また下記の2作品は、ジョーンズのワーナー時代の先輩であるフリズ・フレレング監督による作品。
- アニメキャラはツラいよ（原題：You Ought to Be in Pictures）

1940年の作品。ダフィー・ダックが当時のプロデューサーであるレオン・シュレジンガーに向かって「町のなんでも屋に」を歌うシーンがある。
- 迷惑なオペラ（原題：Back Alley Oproar）

1948年の作品。序盤にシルベスター・キャットがセビリアの理髪師に合わせて歌い、エルマーに嫌がらせをするというシーンがある。